# Eleição municipal de Sorocaba em 1992
A eleição Municipal de Sorocaba em 1992 ocorreu no dia 3 de outubro de 1992, o prefeito eleito foi Paulo Francisco Mendes (PMDB), que assumiria seu segundo mandato. Paulo venceu o petista Hamilton Pereira com uma diferença de cerca de 7 mil votos, para comandar a cidade no período de 1993 a 1996.

## Resultado da eleição para prefeito
Dados obtidos no site do Sistema Estadual de Análise de Dados de São Paulo. Foram computados 188.836, sendo 168.197 válidos, 2.080 brancos e 18.559 nulos. O resultado é:
| Candidatos a prefeito       | Candidatos a vice-prefeito | Número | Coligação            | Votos  | Percentual |
| --------------------------- | -------------------------- | ------ | -------------------- | ------ | ---------- |
| Paulo Francisco Mendes PMDB | - PMDB                     | 15     | PMDB (sem coligação) | 95.738 | 51,89%     |
| Hamilton Pereira PT         | - PT                       | 13     | PT (sem coligação)   | 88.774 | 48,11%     |